# Яцула Володимир
Володи́мир Яцу́ла (1907—1958) — учитель, політичний і громадський діяч Канади родом з Галичини.
Вищу освіту здобув у Манітобському університеті (1939).
Був обраний шкільним радним і головою Союзу учителів північно-західної Манітоби. Від 1957 року посол до Канадського парламенту від консерваторів.